# Damak (Hongrie)
Pour les articles homonymes, voir Damak.
Damak est un village et une commune du comitat de Borsod-Abaúj-Zemplén en Hongrie.